# Sembungan (Nogosari)
Sembungan is een bestuurslaag in het regentschap Boyolali van de provincie Midden-Java, Indonesië. Sembungan telt 5690 inwoners (volkstelling 2010).